# 커탄지 브라운 잭슨
커탄지 브라운 잭슨(Ketanji Brown Jackson, 결혼 전 이름: Ketanji Onyika Brown, 1970년 9월 14일~)은 미국의 법조인이며 대법관이다. 2022년 2월 25일, 연방 대법원 대법관 후보자에 지명되었으며, 6월 30일 임명되었다.
‘피어스 대 컬럼비아 구청’ 소송(2015년)에서, 미국 컬럼비아 구 법원의 커탄지 브라운 잭슨은 다음과 같이 판결했는데 그것은 미국장애인법 상의 시각장애인 수용자의 권리를 디씨 교도소가 침해했다는 것인데 왜냐하면 교도소 직원들이 2012년 그의 수감 기간에, 합리적 수용을 수감자에게 제공하는데 혹은 합리적 수용에 대한 그의 욕구를 파악하는데 실패했기 때문이다. 잭슨은 다음과 같이 결정했는데 그것은 피어스의, 수용에 대한 욕구와 관련한 “구청의 의지적 눈가림”은 그리고 임의의 종류의 보장구를 피어스에게 제공하는, 그것의 반쪽짜리 시도—그리고 오직 그가 특정하게 그것들을 요구한 후에—는 법이 요구하는 것에 훨씬 모자란다”는 것이다.

## 같이 보기
- 미국 연방 항소법원